# CyberConnect2
CyberConnect2 Co., Ltd. (株式会社サイバーコネクトツー, Kabushiki gaisha Saibā Konekuto Tsū) é um estúdio de desenvolvimento de videogames, com sede na cidade de Fukuoka, no Japão. É conhecido principalmente por seu trabalho na série .hack, e também pela adaptação do anime Naruto para os videogames, tais como Naruto: Ultimate Ninja. A empresa também é conhecida por criar a série Little Tail Bronx (por exemplo, Tail Concerto e Solatorobo: Red the Hunter). Desenvolveu também Dragon Ball Z: Kakarot, adaptação do anime Dragon Ball Z. Em 2016, expandiu seu trabalho para o mercado internacional, abrindo uma filial em Montreal, Canadá.

## Jogos

### Série Naruto: Ultimate Ninja
- Naruto: Ultimate Ninja (PlayStation 2)
- Naruto: Ultimate Ninja 2 (PlayStation 2)
- Naruto: Narutimate Portable (PlayStation Portable)
- Naruto: Narutimate Hero 3 (PlayStation 2)
- Naruto Shippūden: Narutimate Accel (PlayStation 2)
- Naruto Shippuden: Narutimate Accel 2 (PlayStation 2)
- Naruto Ultimate Ninja Storm (PlayStation 3)
- Naruto Shippuden: Ultimate Ninja Storm 2 (PlayStation 3, Xbox 360)
- Naruto Shippuden: Ultimate Ninja Storm Generations (Playstation 3, Xbox 360)
- Naruto Shippuden: Ultimate Ninja Storm 3 (PlayStation 3, Xbox 360, Microsoft Windows)
- Naruto Shippuden: Ultimate Ninja Storm Revolution (PlayStation 3, Xbox 360, Microsoft Windows)
- Naruto Shippuden: Ultimate Ninja Storm 4 (PlayStation 4, Xbox One, Microsoft Windows)

### Outros jogos
- Silent Bomber (PlayStation)
- Tail Concerto (PlayStation)
- JoJo's Bizarre Adventure: All-Star Battle (PlayStation)
- JoJo's Bizarre Adventure: Eyes of Heaven (Playstation 4)
- JoJo's Bizarre Adventure: Eyes of Heaven  (PlayStation)
- Dragon Ball Z: Kakarot (Playstation 4, Xbox One, Microsoft Windows)
- Demon Slayer: Kimetsu no Yaiba – The Hinokami Chronicles (Playstation 4, Playstation 5, Xbox One, Xbox Series X/S, Microsoft Windows)